# Retrato de Joseph-Antoine Moltédo
El retrato de Joseph-Antoine Moltédo es un cuadro pintado por Jean-Auguste-Dominique Ingres en 1810. Forma parte de la serie de retratos «romanos», pintado por Ingres mientras se hospedaba en la Villa Médicis. Tiene en común con el Retrato de François-Marius Granet, el de Charles-Joseph-Laurent Cordier, y el del conde Guriev, de representar al retratado, Joseph-Antoine Moltédo, entonces director de las postas de Roma, al aire libre de medio cuerpo sobre un fondo de paisaje romano, aquí una vista del Coliseo y de la vía Apia. El cuadro pertenece a las colecciones del Museo Metropolitano de Arte de Nueva York.

## Procedencia
Propiedad de la familia Moltédo. Adquirido por Théodore Duret. Comprado en 1916 por Louisine Havemeyer, que lega el cuadro al Metropolitan Museum of Art en 1929.